# Fritz Bergerhoff
Fritz Bergerhoff (* 14. September 1896 in Aachen; † 5. Dezember 1956 in Lindlar) war ein deutscher Politiker der NSDAP.

## Leben
Bergerhoff besuchte zunächst das Kaiser-Wilhelms-Gymnasium von Aachen und schloss 1911 das Realgymnasium mit der Sekundarreife ab. Von 1912 bis 1913 lernte er an der Höheren Landwirtschaftsschule in Bitburg. Von 1914 bis 1915 diente er im Ersten Weltkrieg und wurde an der Somme und bei Langemarck eingesetzt. Nach zweimaliger Verwundung wurde ihm das Eiserne Kreuz II. Klasse verliehen. Anschließend arbeitete er als Kaufmann.
Bergerhoff trat zum 1. Februar 1932 in die NSDAP ein (Mitgliedsnummer 894.737) und wurde Kreisleiter von Monschau. Am 12. Mai 1934 wurde er zum Bürgermeister von Lindlar ernannt, ein Amt, das er bis zum Ende des NS-Regimes ausübte und weswegen er im Zweiten Weltkrieg unabkömmlich gestellt wurde.
Bergerhoff war Mitglied des Reichsbunds der deutschen Beamten, der NSV, des Deutschen Roten Kreuzes sowie im Reichskolonialbund.
Nach dem Zweiten Weltkrieg wurde Bergerhoff interniert und im Entnazifizierungsverfahren zunächst als Minderbelasteter eingestuft. 1948 wurde er in einer Berufungsverhandlung als Mitläufer heruntergestuft, aber mit einer Vermögenssperre belegt.